# 斯通布里奇 (新澤西州)
斯通布里奇（英語：Stonebridge）是位於美國新澤西州米德爾塞克斯縣的普查規定居民點。

## 人口
根據2020年美國人口普查的數據，斯通布里奇的面積為1.19平方千米，皆為陸地。當地共有人口1616人，而人口密度為每平方千米1,357.98人。